# 핏케언 제도

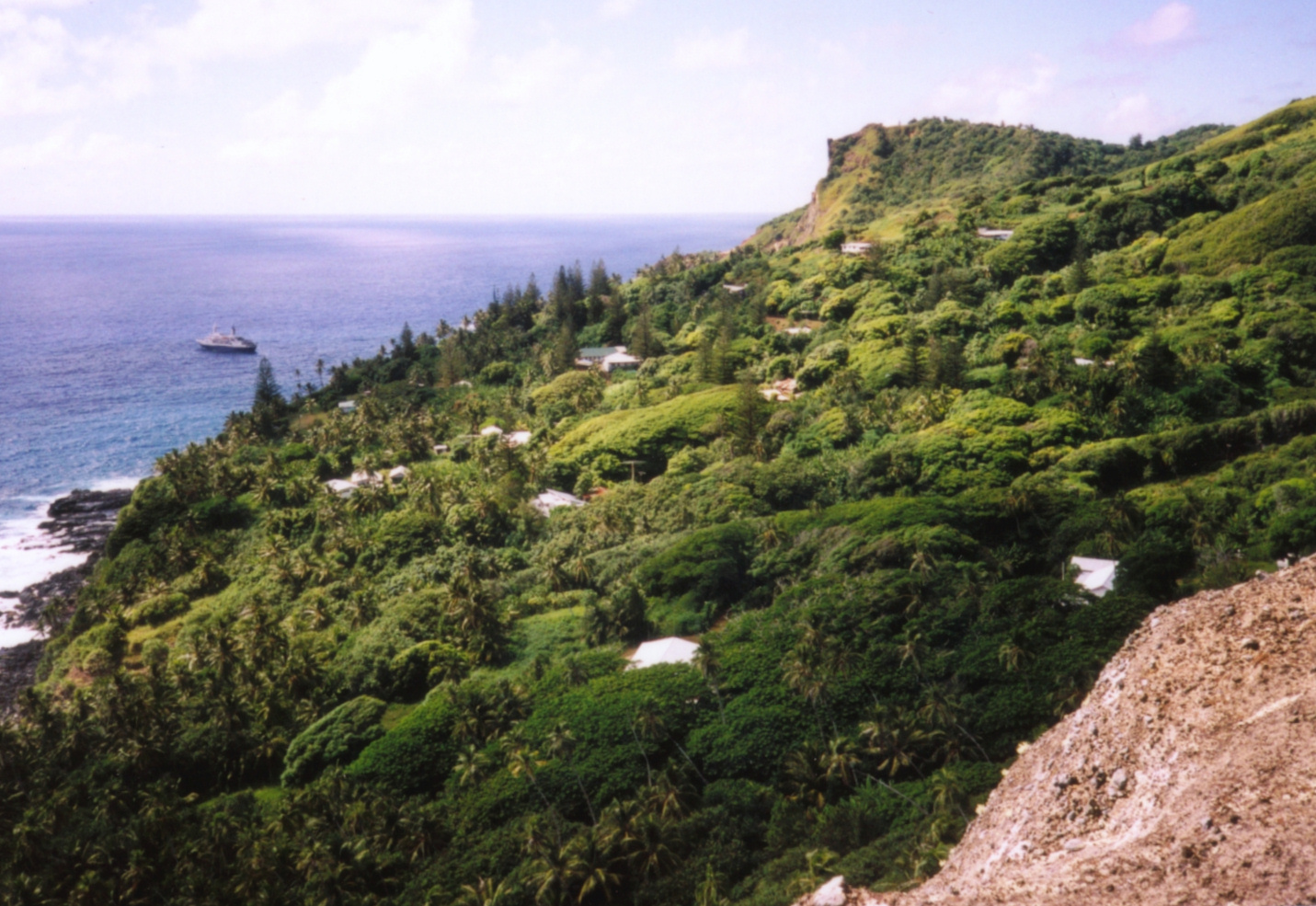
애덤스타운

핏케언 제도(영어: Pitcairn Islands, 핏케언어: Pitkern Ailen 피트케른 아일렌, 문화어: 피트케안제도)는 오세아니아의 폴리네시아에 위치한 영국의 해외 집합체 중 하나이다. 정식 명칭은 핏케언, 헨더슨, 듀시, 오에노 제도(영어: Pitcairn, Henderson, Ducie and Oeno Islands)로, 서로 수백 킬로미터 떨어진 이 4개의 화산섬으로 이루어져 있으며 총 면적은 47km2이다. 그 중 헨더슨섬이 영토의 86%를 차지하지만, 핏케언섬에만 사람이 거주하고 있다.
세계에서 자치권을 가진 지역 중 가장 적은 인구가 거주하고 있으며, 일부 도시 국가를 제외하면 영토도 가장 작다. 핏케언 제도의 역사는 1790년에 대영 제국의 군함인 HMS 바운티에서 선상 반란을 일으킨 영국인 선원 9명이 타히티인 여자들을 데리고 핏케언 섬에 정착한 데서 시작되었으며, 오늘날 원주민은 그들의 후손이다.

## 지도
| 사모아 제도자와보르네오필리핀발리티모르퍼스캔버라뉴질랜드하와이뉴기니이스터캐롤라인 제도피지뉴칼레도니아핏케언 제도class=notpageimage\| 태평양에서의 핏케언 제도의 위치 |

## 역사

### 폴리네시아인의 정착
핏케언 제도에 최초로 정착한 인간은 폴리네시아인으로 추정되며, 이들은 최소 수세기동안 이곳에 거주했던 것으로 추정된다. 몇몇 고고학자들은 15세기 말까지 폴리네시아인들이 거주하고 있었다고 주장하지만, 18세기 바운티 호의 반란으로 유럽인들이 이곳을 발견했을 때는 무인도였다.

### 유럽인의 발견
포르투갈 제국의 항해사 페드로 페르난데스 데 케이로스는 1606년 1월 26일 스페인 제국을 향해 항해하던 중, 핏케언 제도의 섬들 중 하나인 두시섬과 헨더슨섬을 발견했다. 그는 이 섬에 각각 '라 엔카르나시온(성육신)', '산 후안 바우티스타(세례자 요한)'이라는 이름을 붙였다. 그러나 학자들 사이에서는 케이로스가 정확히 어떤 섬을 방문하고 이름을 붙였는지에 대해 의견이 분분하다.
핏케언섬은 1767년 7월 3일 필립 카터렛 선장이 지휘하는 대영제국의 범선 HMS 스왈로우의 선원들에 의해 목격되었다. 핏케언섬은 이 섬을 처음 발견한 15세의 선원 로버트 핏케언의 이름을 따서 명명되었다.
해상시계 없이 항해한 항해사 카틀렛은 섬의 좌표를 25°02′S 133°21′W로 기록했다. 위도는 상당히 정확했지만, 경도는 약 3° 정도 부정확하여 실제 위치와 330km 정도 떨어져 있었다. 1773년 7월 제임스 쿡 선장이 카틀렛의 기록에 따라 핏케언 제도를 향해 항해했지만, 경도가 부정확했던 탓에 결국 도착하지 못했다.

### 유럽인의 정착
1790년 바운티호의 반란군 중 9명이 그들과 함께 있던 타히티인 남성 6명과 여성 12명과 함께 핏케언섬에 정착했다. 정착민들은 농업과 어업으로 생계를 유지하며 살아갔지만, 알코올 중독, 살인, 질병 등과 같은 재난이 대부분의 반란군과 타히티인들의 목숨을 앗아갔다. 존 애덤스와 네드 영은 평화로운 사회를 위한 지침으로 바운티호에 있던 성경에 의지했다 . 네드 영은 후에 천식으로 사망했다.
듀시섬은 1791년 대영제국의 범선 HMS 판도라에 승선한 에드워드 선장이 바운티호의 반란군을 수색하던 중 재발견했습니다 . 그는 이 섬의 이름을 대영제국 해군의 함장이자 제3대 듀시가의 남작인 프랜시스 레이놀즈-모튼의 이름을 따서 명명했다.
핏케언섬 정착민들은 1795년 12월 27일이 되어서야 발견되었지만, 발견자들이 뭍에 올라오지 않아 국적을 확인할 수 없었다고 보고했다. 1801년에 두 번째 배가 정착민들을 재발견했지만 그들과 대화을 시도하지 않았다. 세 번째 배는 정착민들의 오두막을 볼 수 있을 만큼 가까이 왔지만 해안으로 배를 보내려고 하지 않았다. 마침내 1808년 2월 미국의 항해사 메이휴 폴저가 지휘하는 미국 봉인선 토파즈호가 처음으로 섬을 방문했다. 이후 고래잡이들은 이 섬을 정기적으로 방문하게 되었다. 마지막으로 방문한 고래잡이 1888년 제임스 아놀드였다.
폴저의 기록은 섬의 정확한 위치와 바운티 호의 반란자에 대한 정보를 해군 본부에 전달했다. 1814년 9월 17일, 대영제국의 군인 토마스 스테인스는 해안으로 일행을 파견하고 해군 본부에게 자세한 기록을 전달했다. 그 무렵, 최초 정착민은 토마스 애덤스 만이 살아남았다. 그는 반란에 가담한 부분에 대해 사면을 받았다.
헨더슨섬은 1819년 1월 17일 영국 동인도 회사의 선박 Hercules 의 영국 선장 James Henderson에 의해 재발견되었다. '엘리자베스호' 를 타고 항해하던 헨리 킹 선장은 3월 2일 상륙하여 이미 왕의 깃발이 휘날리고 있는 것을 발견했습니다. 그의 선원들은 배의 이름을 나무에 새겼습니다. 오에노 섬은 1824년 1월 26일 미국 선장 조지 워스(George Worth)가 포경선 오에 노(Oeno) 호를 타고 발견했습니다 .
1832년 영국 정부와 런던선교협회 에 청원을 시도했으나 실패하고 미국인 모험가 조슈아 힐이 도착 했다. 그는 1833년 3월까지 술 취함을 퇴치하기 위해 절제 협회, " 세족 목요일 협회 ", 월간 기도 모임, 청소년 협회, 평화 협회 및 학교를 설립했다고 보고했습니다.

## 지리
핏케언섬을 포함해서 전부 4개의 섬으로 이루어져 있으며, 핏케언 제도의 극동 지역(듀시섬)에서 극서 지역(오에노섬)까지는 거리는 약 500km나 된다. 핏케언섬은 4.50km3 면적의 작은 화산섬(최고점: 355m)이다.
섬은 주위가 절벽으로 둘러싸여 있고 파도가 심하며, 해안선의 대부분 지역은 거의 돌이 굴러다니는 바닷가다.
이로 인해 대형 선박을 정박하기 어려우며, 섬 북쪽 바다를 바라보는 언덕에는 바운티 호의 반란을 일으킨 플레처 크리스천이 살고 있었다고 하여 붙여진 크리스천 동굴(Christian's Cave)이 있다.
섬 주위에는 아담스 암초(Adams' Rock)와 영 암초(Young's Rock)와 같은 작은 암초들이 있다.

### 기후
기후는 아열대 해양성 기후이며, 7월부터 12월까지는 우기이다.
| Pitcairn Island (1972-2004)의 기후 | Pitcairn Island (1972-2004)의 기후 | Pitcairn Island (1972-2004)의 기후 | Pitcairn Island (1972-2004)의 기후 | Pitcairn Island (1972-2004)의 기후 | Pitcairn Island (1972-2004)의 기후 | Pitcairn Island (1972-2004)의 기후 | Pitcairn Island (1972-2004)의 기후 | Pitcairn Island (1972-2004)의 기후 | Pitcairn Island (1972-2004)의 기후 | Pitcairn Island (1972-2004)의 기후 | Pitcairn Island (1972-2004)의 기후 | Pitcairn Island (1972-2004)의 기후 | Pitcairn Island (1972-2004)의 기후 |
| 월                                 | 1월                                | 2월                                | 3월                                | 4월                                | 5월                                | 6월                                | 7월                                | 8월                                | 9월                                | 10월                               | 11월                               | 12월                               | 연간                               |
| ---------------------------------- | ---------------------------------- | ---------------------------------- | ---------------------------------- | ---------------------------------- | ---------------------------------- | ---------------------------------- | ---------------------------------- | ---------------------------------- | ---------------------------------- | ---------------------------------- | ---------------------------------- | ---------------------------------- | ---------------------------------- |
| 역대 최고 기온 °C (°F)             | 31.2 (88.2)                        | 32.4 (90.3)                        | 33.3 (91.9)                        | 30.7 (87.3)                        | 29.1 (84.4)                        | 31.3 (88.3)                        | 26.7 (80.1)                        | 26.7 (80.1)                        | 25.5 (77.9)                        | 27.8 (82.0)                        | 27.6 (81.7)                        | 29.3 (84.7)                        | 33.3 (91.9)                        |
| 일평균 최고 기온 °C (°F)           | 25.7 (78.3)                        | 26.2 (79.2)                        | 26.1 (79.0)                        | 24.6 (76.3)                        | 22.9 (73.2)                        | 21.7 (71.1)                        | 20.8 (69.4)                        | 20.6 (69.1)                        | 21.0 (69.8)                        | 21.8 (71.2)                        | 22.9 (73.2)                        | 24.2 (75.6)                        | 23.2 (73.8)                        |
| 일일 평균 기온 °C (°F)             | 23.3 (73.9)                        | 23.8 (74.8)                        | 23.8 (74.8)                        | 22.5 (72.5)                        | 20.9 (69.6)                        | 19.7 (67.5)                        | 18.8 (65.8)                        | 18.5 (65.3)                        | 18.8 (65.8)                        | 19.6 (67.3)                        | 20.7 (69.3)                        | 22.0 (71.6)                        | 21.0 (69.9)                        |
| 일평균 최저 기온 °C (°F)           | 21.0 (69.8)                        | 21.4 (70.5)                        | 21.5 (70.7)                        | 20.3 (68.5)                        | 18.9 (66.0)                        | 17.8 (64.0)                        | 16.9 (62.4)                        | 16.5 (61.7)                        | 16.6 (61.9)                        | 17.4 (63.3)                        | 18.6 (65.5)                        | 19.8 (67.6)                        | 18.9 (66.0)                        |
| 역대 최저 기온 °C (°F)             | 16.9 (62.4)                        | 18.0 (64.4)                        | 12.8 (55.0)                        | 15.0 (59.0)                        | 14.2 (57.6)                        | 11.7 (53.1)                        | 11.4 (52.5)                        | 11.6 (52.9)                        | 10.0 (50.0)                        | 10.2 (50.4)                        | 13.0 (55.4)                        | 13.5 (56.3)                        | 10.0 (50.0)                        |
| 평균 강수량 mm (인치)              | 96.5 (3.80)                        | 132.7 (5.22)                       | 107.8 (4.24)                       | 114.8 (4.52)                       | 111.9 (4.41)                       | 152.8 (6.02)                       | 139.0 (5.47)                       | 131.6 (5.18)                       | 134.5 (5.30)                       | 143.0 (5.63)                       | 120.4 (4.74)                       | 157.7 (6.21)                       | 1,542.7 (60.74)                    |
| 출처 1: NOAA                       |                                    |                                    |                                    |                                    |                                    |                                    |                                    |                                    |                                    |                                    |                                    |                                    |                                    |
| 출처 2: KNMI (precipitation)       |                                    |                                    |                                    |                                    |                                    |                                    |                                    |                                    |                                    |                                    |                                    |                                    |                                    |

## 인구
| 년     | 인구 | 년     | 인구 | 년     | 인구 | 년     | 인구 | 년     | 인구 | 년     | 인구 |
| ------ | ---- | ------ | ---- | ------ | ---- | ------ | ---- | ------ | ---- | ------ | ---- |
| 1790년 | 27   | 1880년 | 112  | 1970년 | 96   | 1992년 | 54   | 2002년 | 48   | 2012년 | 48   |
| 1800년 | 34   | 1890년 | 136  | 1975년 | 74   | 1993년 | 57   | 2003년 | 59   | 2013년 | 56   |
| 1810년 | 50   | 1900년 | 136  | 1980년 | 61   | 1994년 | 54   | 2004년 | 65   | 2014년 | 56   |
| 1820년 | 66   | 1910년 | 140  | 1985년 | 58   | 1995년 | 55   | 2005년 | 63   | 2015년 | 50   |
| 1830년 | 70   | 1920년 | 163  | 1986년 | 68   | 1996년 | 43   | 2006년 | 65   | 2016년 | 49   |
| 1840년 | 119  | 1930년 | 190  | 1987년 | 59   | 1997년 | 40   | 2007년 | 64   | 2017년 | 50   |
| 1850년 | 146  | 1936년 | 250  | 1988년 | 55   | 1998년 | 66   | 2008년 | 66   | 2018년 | 50   |
| 1856년 | 0    | 1940년 | 163  | 1989년 | 55   | 1999년 | 46   | 2009년 | 67   | 2019년 | 50   |
| 1859년 | 16   | 1950년 | 161  | 1990년 | 59   | 2000년 | 51   | 2010년 | 64   | 2020년 | 50   |
| 1870년 | 70   | 1960년 | 126  | 1991년 | 66   | 2001년 | 44   | 2011년 | 67   | 2021년 | 47   |

## 경제
산업은 어업과 농작물을 중심으로 한 물물교환이 행해지고 있는데, 주로 감자, 바나나, 오렌지 등을 재배하고 있다. 또한 외화를 벌기 위해 우표 판매도 하고 있으며, 광물자원 개발도 가능한 것으로 보인다. 최근에는 인터넷 도메인 .pn의 판매에 노력하고 있어서 핏케언 제도 정부의 홈페이지에서도 도메인을 판매하고 있다.

## 시설
핏케언 제도는 시설이 갖추어지지 않아서 시설이 갖추어진 병원 등으로 가는 경우에는 이 섬에서 4,000km 떨어진 곳에 있는 뉴질랜드까지 가는 배를 며칠 동안 이용할 수 밖에 없으며, 급한 경우는 배를 빌려야 한다.

## 교통

### 공항 시설
현재 핏케언 제도에는 인구가 적은 이유로 공항은 없다.

### 화물선
3개월에 한 번씩 뉴질랜드에서 북미로 향하는 화물선의 기항이 있다.

### 육지 교통 수단
섬에서는 수상 교통으로 개조한 대형 보트를 이용하며, 육지에서는 사륜차나 오토바이를 타고 다닌다.

## 같이 보기
- 핏케언 제도 집단 성폭행 사건